# Heinz Scheffer
Heinz Scheffer (* 8. November 1896; † 25. Juni 1977) war ein deutscher Konteradmiral (Ing.) der Kriegsmarine.

## Leben
Heinz Scheffer trat während des Ersten Weltkriegs 1915 in die Kaiserliche Marine ein.
Nach dem Krieg wurde er in die Reichsmarine übernommen und hier am 1. Januar 1923 Oberleutnant zur See. 1926 diente er an der Marineschule Friedrichsort. Am 1. Dezember 1928 erfolgte seine Beförderung zum Kapitänleutnant des Marineingenieurwesens. 1931 war er Führer der 3. Kompanie der Marineschule Friedrichsort.
In der Kriegsmarine war er 1936 als Korvettenkapitän des Marineingenieurwesens (Beförderung am 1. April 1934) Kommandeur der III. Schiffsstammabteilung der Ostsee in Stralsund. Am 1. Oktober 1937 wurde er Fregattenkapitän (Ing.) und war 1938 Kommandeur der 1. Marine-Lehrabteilung. 1939 wurde er zum Kapitän zur See (Ing.) befördert. Von März 1944 bis April 1945 war er Kommandeur der Marine-Kriegsschule Heiligenhafen. In dieser Position wurde er zum Konteradmiral (Ing.) befördert.